# Dalas (Palmeira d'Oeste)
Dalas é um distrito do município brasileiro de Palmeira d'Oeste, no interior do estado de São Paulo.

## História

### Formação administrativa
- Pedido para criação do distrito através de processo que deu entrada na Assembléia Legislativa do Estado de São Paulo no ano de 1958, mas como não atendia os requisitos necessários exigidos por lei para tal finalidade o processo foi arquivado[3].
- Distrito criado pela Lei n° 8.092 de 28/02/1964, com sede no povoado de igual nome e com território desmembrado do distrito da sede do município de Palmeira d'Oeste[4][5].

### Pedido de emancipação
O distrito tentou a emancipação político-administrativa e ser elevado à município, através de processo que deu entrada na Assembléia Legislativa do Estado de São Paulo no ano de 1991, mas o processo encontra-se com a tramitação suspensa.

## Geografia

### Demografia

#### População urbana
| Crescimento população urbana | Crescimento população urbana | Crescimento população urbana | Crescimento população urbana |
| Censo                        | Pop.                         |                              | %±                           |
| ---------------------------- | ---------------------------- | ---------------------------- | ---------------------------- |
| 1970                         | 283                          |                              | —                            |
| 1980                         | 335                          |                              | 18,4%                        |
| 1991                         | 414                          |                              | 23,6%                        |
| 2000                         | 338                          |                              | −18,4%                       |
| 2010                         | 305                          |                              | −9,8%                        |
| 2022                         | 242                          |                              | −20,7%                       |
| Fonte: IBGE e Fundação SEADE |                              |                              |                              |

#### População total
Pelo Censo 2010 (IBGE) a população total do distrito era de 868 habitantes.

### Área territorial
A área territorial do distrito é de 122,342 km².

### Rodovias
O principal acesso do distrito é a Estrada Vicinal Antônio Francisco Borges, que liga o distrito à Palmeira d'Oeste. Também possui acesso à Rodovia Feliciano Salles da Cunha (SP-310) através de estrada vicinal.

### Hidrografia

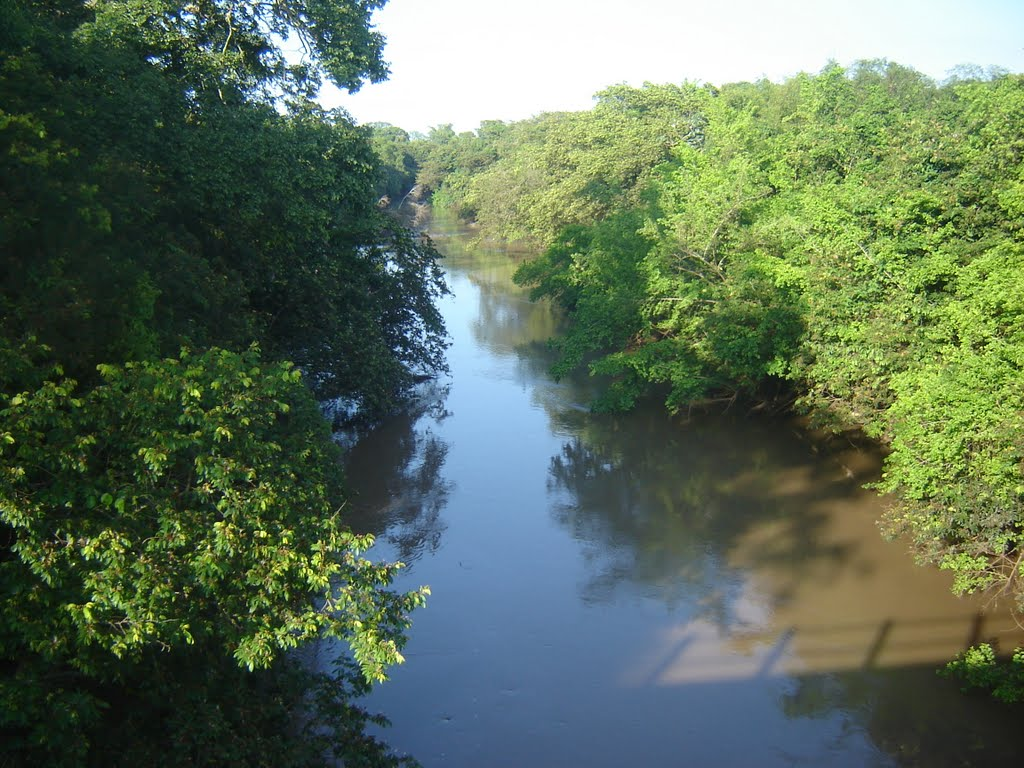
Trecho do Rio São José dos Dourados em Dalas.

- Rio São José dos Dourados

## Serviços públicos

### Registro civil
Atualmente é feito no próprio distrito, pois o Cartório de Registro Civil das Pessoas Naturais do distrito ainda continua ativo.

### Saneamento
O serviço de abastecimento de água é feito pela Companhia de Saneamento Básico do Estado de São Paulo (SABESP).

### Energia
A responsável pelo abastecimento de energia elétrica é a Neoenergia Elektro, antiga CESP.

### Telecomunicações
O distrito era atendido pela Telecomunicações de São Paulo (TELESP), que inaugurou a central telefônica utilizada até os dias atuais. Em 1998 esta empresa foi vendida para a Telefônica, que em 2012 adotou a marca Vivo para suas operações.

## Religião
O Cristianismo se faz presente no distrito da seguinte forma:

### Igreja Católica
- A igreja faz parte da Diocese de Jales[19].

### Igrejas Evangélicas
- Congregação Cristã no Brasil[20].